# Phone (film, 2002)
Pour les articles homonymes, voir Phone.
Pour plus de détails, voir Fiche technique et Distribution.
Phone (폰, Pon) est un film sud-coréen réalisé par Ahn Byeong-gi, sorti en 2002.

## Synopsis
La journaliste Ji-won est menacée pour avoir participé à une enquête à propos d'un scandale et est donc obligée de changer de numéro de téléphone portable. Mais des choses encore plus terribles se déroulent alors. Son téléphone sonne et elle entend des messages étranges. Young-joo, la jeune fille de son amie Ho-Jeong, commence à agir bizarrement et tente de tuer sa mère après avoir répondu par accident à un terrible appel. Lorsque Ji-won fait une recherche pour savoir qui étaient les précédents détenteurs de ce numéro, elle découvre qu'ils sont tous décédés d'une mort horrible... Qui fait tous ces appels ? Qui est visé par ces appels ? La chasse aux réponses est en cours mais le temps est compté lorsque la terrible malédiction se propage dangereusement...

## Fiche technique
- Titre : Phone
- Titre original : 폰 (Pon)
- Réalisation : Ahn Byeong-gi
- Scénario : Lee Yu-jin et Ahn Byeong-gi
- Production : Kim Yeong-dae et Ahn Byeong-gi
- Musique : Lee Sang-ho
- Photographie : Mun Yong-shik
- Montage : Park Sun-deok
- Pays d'origine : Corée du Sud
- Langue : coréen
- Format : Couleurs - 1,85:1 - Dolby Digital / DTS - 35 mm
- Genre : horreur
- Durée : 104 minutes
- Date de sortie : 26 juillet 2002 (Corée du Sud)

## Distribution
- Ha Ji-won : Ji-won
- Kim Yu-mi : Ho-jeong
- Choi Woo-jae : Chang-hoon
- Choi Ji-yeon : Jin-hie
- Eun Seo-woo : Yeong-ju

## Autour du film
- Parmi les films d'horreur asiatiques mettant en scène un téléphone portable, citons également le La Mort en ligne (One Missed Call) du japonais Takashi Miike (2003).